# Caroline O'Roberts Marshall
Pour les articles homonymes, voir Marshall.
Caroline O'Roberts Marshall ou Mrs Marshall O. Roberts, née Caroline Danforth Smith le 28 septembre 1827 à Hartford et morte le 12 décembre 1874 à Marylebone, est une philanthrope américaine. 

## Biographie
Fille de Norman Smith, elle se marie en 1847 au financier Marshall Owen Roberts (en) et devient ainsi une des femmes les plus riches de New York. Elle est la mère de Caroline Marshall Roberts (1849-1893).
Amie de Cyrus W. Field, elle forme à New York en février 1858 une associations pour défendre les droits des femmes chrétiennes. Le couple était aussi connu pour son importante collection d'œuvres d'art.
Originellement inhumée au cimetière Marble à New York le 28 janvier 1875, ses restes sont transférés le 11 mai 1911 au cimetière de Woodlawn.

## Hommages
- Jules Verne la mentionne dans le chapitre IV de son roman Sans dessus dessous.
- Le peintre Daniel Huntington en fit le portrait en 1864[5],[6].